# Robert Pansard-Besson
Robert Pansard-Besson est un réalisateur français, né le 27 mai 1950 à Oran et mort le 23 avril 2011 à Paris 12e.

## Réalisateur

### Cinéma
- 1973 : Un jour, toi aussi tu iras à Belloy saint Martin
- 1977 : Le Conseiller Crespel (court métrage)
- 1982 : Le Rose et le Blanc

### Télévision
- 1991 : Tours du monde, tours du ciel (série documentaire)
- 1997 : La Légende des sciences (série documentaire)
- 2005 : Terres d'Islam (documentaire)
- 2009 : Tours du monde, tours du ciel (2009) (documentaire)

## Autre
- 1976 : Des journées entières dans les arbres de Marguerite Duras, assistant réalisateur
- 1977 : Baxter, Vera Baxter de Marguerite Duras, assistant réalisateur
- 1985 : Les Enfants de Marguerite Duras, coproducteur